# يوجين دورجي
يوجين دورجي هو لاعب كرة قدم بوتاني في مركز الوسط، ولد في 23 ديسمبر 1994 في بوتان. شارك مع منتخب بوتان لكرة القدم. أما مع النوادي، فقد لعب مع ترانسبورت يونايتد إف سي.

## وصلات خارجية
- يوجين دورجي على موقع قاعدة بيانات كرة القدم.إي يو (الإنجليزية)
- يوجين دورجي على موقع قاعدة بيانات كرة القدم.إي يو (الإنجليزية)
- يوجين دورجي على موقع ناشيونال فوتبول تيمز (الإنجليزية)
- يوجين دورجي على موقع Soccerway.com (الإنجليزية)